# Julia Evelina Smith
Julia Evelina Smith (27 de mayo de 1792 – 6 de marzo de 1886) fue una  filóloga inglesa, escritora, feminista y activista sufragista estadounidense; quien fue la primera mujer en traducir la Biblia, de sus idiomas originales al inglés. También fue la autora del libro Abby Smith and Her Cows (Abby Smith y sus vacas), que contaba la historia de la lucha de resistencia de impuestos de ella y su hermana Abby Hadassah Smith, y sobre el sufragio, mientras los dos vivían en Mansión Kimberly, en Connecticut. 

## Biografía
Smith nació en una gran familia de mujeres, las Smiths de Glastonbury, que participaron activamente en la defensa de la educación de las mujeres, la abolición y el sufragio femenino. En 1994, la familia en su conjunto, fue incorporada al Salón de la Fama de las mujeres de Connecticut. Fue la cuarta de cinco hijas de Hannah Hadassah (Hickok) Smith (1767–1850) y de Zephaniah Smith, un próspero clérigo inconformista convertido en agricultor, en Glastonbury (Connecticut). Fue educada en el Seminario Femenino de Troy.
Smith se casó muy tarde en su vida; a sus 87 años, se casó con Amos Parker, de New Hampshire, un viudo.

## Obra

### Algunas publicaciones

#### Traducciones de la Biblia
Fue bien educada, con un conocimiento teórico-práctico del latín, griego y hebreo. Después de leer la Biblia en sus idiomas originales, decidió emprender su propia traducción, con énfasis en el literalismo. Después de ocho años de trabajo, completó la traducción en 1855, pero no se imprimió durante otras dos décadas. Su libro The Holy Bible: Containing the Old and New Testaments; Translated Literally from the Original Tongues (La Santa Biblia: conteniendo el Antiguo y el Nuevo Testamento; traducido literalmente de las lenguas originales) finalmente publicada en 1876. A pesar de que el literalismo de Smith, hacía la lectura entrecortada, fue la única traducción contemporánea al inglés de los idiomas originales, disponibles para los lectores de habla inglesa, hasta la publicación de la versión revisada británica, a partir de 1881. Fue, asimismo, la primera traducción completa de la Biblia, hecha por una mujer.

### Abby Smith and Her Cows (Abby Smith y sus vacas)
En 1872, la ciudad de Glastonbury intentó aumentar los impuestos de las dos hermanas supérstites Smith, Julia y Abby, así como de otras dos viudas de la ciudad. Las hermanas se negaron a pagar los impuestos alegando que no tenían derecho a votar en las reuniones de la ciudad, argumentando que la recaudación de impuestos representaba el mismo tipo de impuestos sin representación, injustos que habían ayudado a provocar la revolución de las Trece Colonias. Encabezada por la hermana más joven, Abby, la revuelta de las hermanas fue recogida primero por el periódico de Massachusetts, el "The Republican", y pronto se extendió a los periódicos de todo el país. El caso se complicó, por la corrupción y la mala conducta de parte del recaudador de impuestos de la ciudad, que no solo tomó ilegalmente las tierras de las hermanas, sino que también hizo un acuerdo secreto para vender algunas de las mejores hectáreas a un codicioso vecino. Las hermanas finalmente llevaron a la ciudad a los tribunales; y, ganando su caso. Posteriormente, Julia Smith detalló toda la disputa en un libro de 1877 titulado "Abby Smith y sus vacas", que incluía recortes de muchos de los periódicos que cubrieron la historia.

## Otras lecturas
- Shaw, Susan J. A Religious History of Julia Evelina Smith's 1876 Translation of the Holy Bible: "Doing More Than Any Man Has Ever Done!". Multiple Ministries Press, 1993

- Smith, Julia E., trans. The Holy Bible, containing the Old and New Testaments, translated literally from the original tongues (1876)

- Willett, Elizabeth Ann Remington, "Feminist Choices of Early Women Bible Translators", Open Theology 2 (2016), Open Access: http://www.degruyter.com/downloadpdf/j/opth.2016.2.issue-1/opth-2016-0033/opth-2016-0033.xml